# Prolibytherium
Prolibytherium (лат.) — род ископаемых жвачных парнокопытных млекопитающих, обитавших в среднем миоцене около 16,9—15,97 миллионов лет назад в Северной Африке и Южной Азии. Окаменелости представителей этого были обнаружены в формации Марада в Ливии, формации Вихова в Пакистане и формации Могара в Египте.
Животные длиной около 1,80 метра, внешне напоминавшие окапи или оленя. Однако, в отличие от них, у видов Prolibytherium был ярко выраженный половой диморфизм: у самца был набор больших листовидных оссиконов шириной 35 сантиметров, а у самки был набор тонких роговидных оссиконов.
Со времени описания рода Prolibytherium его относили к разным семействам. Одно время его считали родственным роду Sivatherium (как предшественника Libytherium maurusium (S. maurusium)). Позже его рассматривали как представителя семейства Palaeomerycidae, или Climacoceratidae, или относили к базальной группе надсемейства Giraffoidea. С открытием и изучением черепа самки в 2010 году род Prolibytherium предварительно отнесли к семейству Climacoceratidae. В результате исследования, отчёт о котором был опубликован в 2022 году род Prolibytherium вместе с родами Tsaidamotherium Bohlin, 1935, и Discokeryx Wang et al., 2022 был выделен в отдельное семейство Prolibytheriidae Sánchez et al., 2019.